# Parvulastra vivipara
Parvulastra vivipara är en sjöstjärneart som först beskrevs av Dartnall 1969.  Parvulastra vivipara ingår i släktet Parvulastra och familjen Asterinidae. Inga underarter finns listade i Catalogue of Life.